# Liveuamap
Live Universal Awareness Map, cunoscută în mod obișnuit sub numele de Liveuamap, este un serviciu de internet dedicat monitorizării și indicării activităților pe hărți geografice online, în special a locațiilor cu conflicte armate în desfășurare. Serviciul a fost dezvoltat de inginerii software ucraineni Rodion Rozhkovskiî și Oleksandr Bilchenko, originari din Dnipro.

## Creație și nume
Fondatorii Liveuamap, Rodion Rozhkovskiî și Oleksandr Bilchenko, au experimentat inițial în mod independent cu algoritmi de filtrare și corelare a informațiilor din rețelele sociale, referitoare la locații geografice distincte de interes. Împreună, aceștia au înființat site-ul liveuamap.com pe 18 februarie 2014, pentru a monitoriza activitățile Rusiei în Ucraina. Au reușit să documenteze în detaliu operațiunile care au dus la anexarea Crimeii de către Federația Rusă, utilizând robotul lor de căutare. Literele „UA” din numele „Liveuamap” provin inițial de la codul de țară pentru Ucraina, dar ulterior acronimul „Universal Awareness” a fost propus oficial de către fondatori.

## Metoda de publicare
Sistemul Liveuamap urmărește autorii postărilor de interes din rețelele sociale prin identificarea postărilor anterioare, a numărului de activități și a persoanelor urmărite, aplicând tehnici de filtrare pentru a extrage informațiile relevante. Atunci când o acumulare de mesaje corelate despre un eveniment într-o anumită locație depășește pragurile definite de algoritmi, situația este listată pentru intervenție umană. Cel puțin doi membri ai echipei decid dacă informațiile despre eveniment sunt valide pentru a fi utilizate pe hartă sau dacă este necesară o verificare suplimentară. Informațiile ulterioare despre evenimentele acceptate sunt folosite ca feedback pentru îmbunătățirea sistemului. De asemenea, membrii Liveuamap utilizează surse suplimentare, precum imagini din satelit și comunicări oficiale. Arhivele sunt accesibile pentru a urmări evoluția unei anumite hărți.

## Rolul ca sursă de informații
Liveuamap a fost utilizat pentru a urmări conflictele armate în curs. Site-ul a furnizat hărți interactive pentru conflicte armate, precum Războiul Civil Sirian, Războiul Civil Yemenit și Războiul Ruso-Ucrainean. Hărțile interactive ale conflictelor de pe site au fost utilizate de organizații precum Organizația Națiunilor Unite, Médecins Sans Frontières, Neue Zürcher Zeitung și The Guardian ca parte a reportajelor lor.